# 우의형
우의형(禹義亨, 1948년 ~ )은 제6대 서울행정법원장을 역임한 법조인이다.

## 생애
1948년 태어난 우의형은 경기고등학교와 서울대학교 법학과를 졸업하고 1971년 제13회 사법시험에 합격했다. 1977년 서울가정법원 판사에 임용된 이후 서울고등법원, 서울형사지방법원 등에서 판사를 하다가 법원행정처에서 조사심의관으로 지냈으며 2003년에 서울지방법원 의정부지원장, 청주지방법원, 인천지방법원, 서울행정법원에서 법원장을 역임하고 퇴직한 2005년에 변호사 우의형 법률사무소를 개업했다. 2009년 7월 22일에 제17대 영남대 재단 이사장, 2011년 11월 10일에 주식회사 화진 사외이사에 선임되었다.

## 주요 판결
- 서울형사지방법원 합의24부 재판장으로 재직하던 1994년 5월 17일에 상문고등학교 교장으로부터 1500만원의 뇌물을 받아 구속된 국립교육평가원장 박병용에게 "유죄는 인정되나 큰 과오없이 30년간 공직생활에 충실했다"며 특가법 뇌물죄를 적용해 징역2년6월 집행유예3년 추징금1500만원을 선고했다.[3] 1994년 6월 10일에 상무대 사업과 관련하여 공사대금 189억여원을 유용한 혐의로 구속된 청우종합건설 전 회장 조기현에게 특가법 횡령, 사기죄 등을 적용해 징역5년을 선고했다.[4] 6월 14일에 접착테이프로 암달러상의 입을 막고 금품을 빼앗으려다 전치2주 상처를 입혀 구속된 피고인에게 무죄를 선고했다.[5] 7월 15일에 범청학련 결성식에서 인공기를 게양하여 구속된 중앙대학교 총학생회장 김영하에게 국가보안법을 적용해 징역2년 자격정지2년을 선고했다.[6]
- 서울고등법원 형사5부 재판장으로 재직하던 1997년 11월 4일에 연세대 한총련 사태로 1심에서 징역1년6월을 선고받은 전 단국대 총학생회장에게 징역1년6월 집행유예3년을 선고하면서 300시간 사회봉사 명령을 했다.[7]
- 서울고등법원 특별11부 재판장으로 재직하던 2001년 3월 22일에 이우자 상문고등학교 재단인 동인학원 이사장 등 민선이사 6명이 서울시 교육감을 상대로 낸 임원승인 취소처분 취소청구 항소심에서 원심을 깨고 원고패소 판결을 했다.[8]